# Paul Reiner

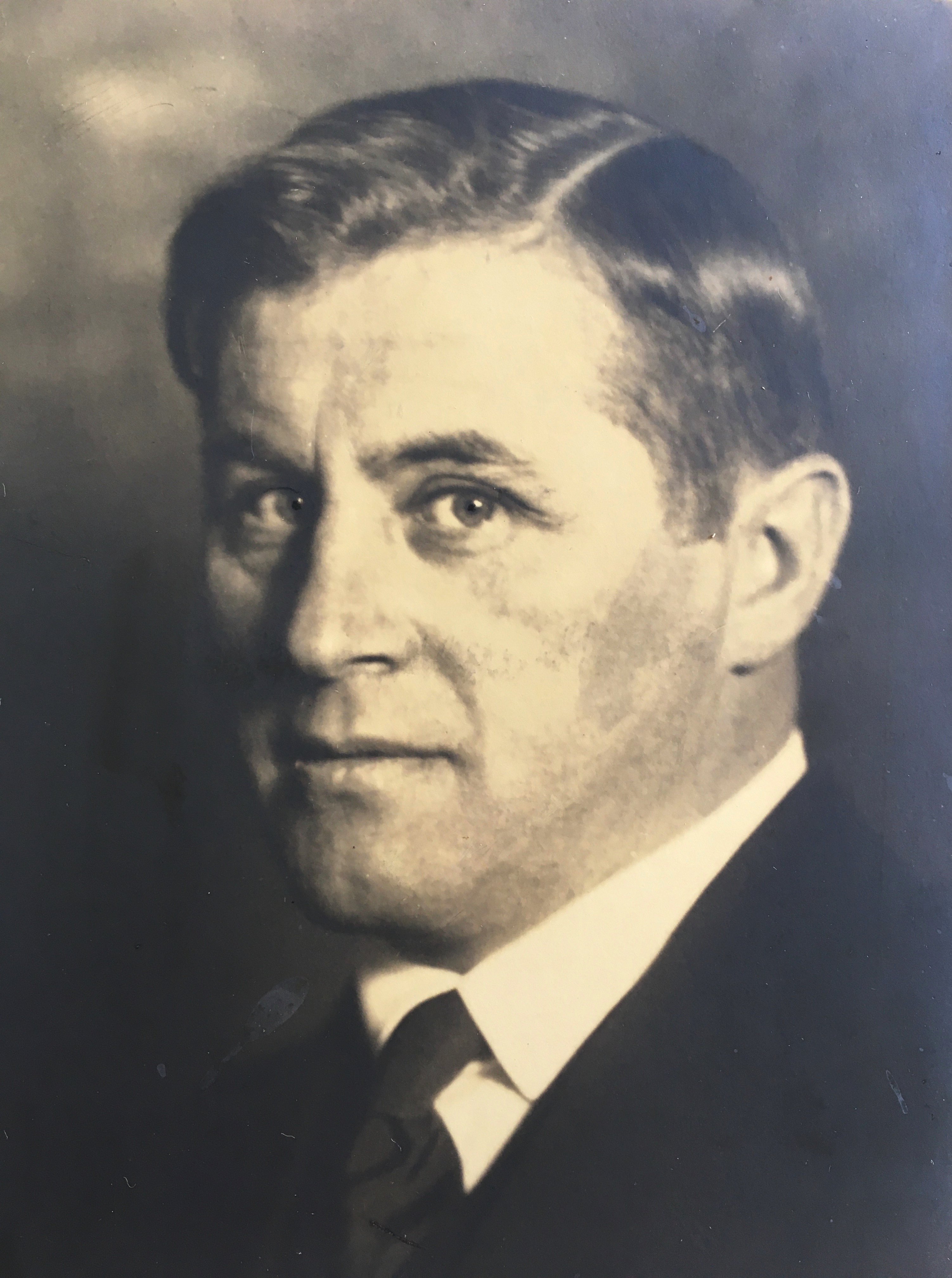
Paul Reiner, um 1930

Paul Reiner (* 3. Februar 1886 auf dem Bleiweishof (Gutshof) bei Nürnberg,; † 2. November 1932 in Zürich, Schweiz) war ein deutscher Chemiker, Reformpädagoge und Kommunist. Er kam aus der Jugendbewegung, war Mitbegründer des ersten deutschen Abstinenten-Jugendbundes und des süddeutschen Wandervogels sowie zusammen mit Martin Luserke und Rudolf Aeschlimann Mitbegründer des Landerziehungsheims Schule am Meer auf der Nordseeinsel Juist. Als Student war er Präsident des Deutschen Bundes abstinenter Studenten (DBaSt). In seiner Jugend verehrte er Gustav Wyneken und zeitlebens Stefan George, mit denen er zeitweise in Kontakt stand. Im Jahr 1914 gehörte er kurzzeitig dem George-Kreis an. Während seines Studiums war er in Heidelberg als Assistent des Nationalökonomen und Soziologen Alfred Weber tätig. Im Regierungskabinett Thüringens, einer Koalition aus SPD und KPD, war Reiner um 1923 Mitarbeiter des Marxisten-Leninisten Karl Korsch.

## Familie

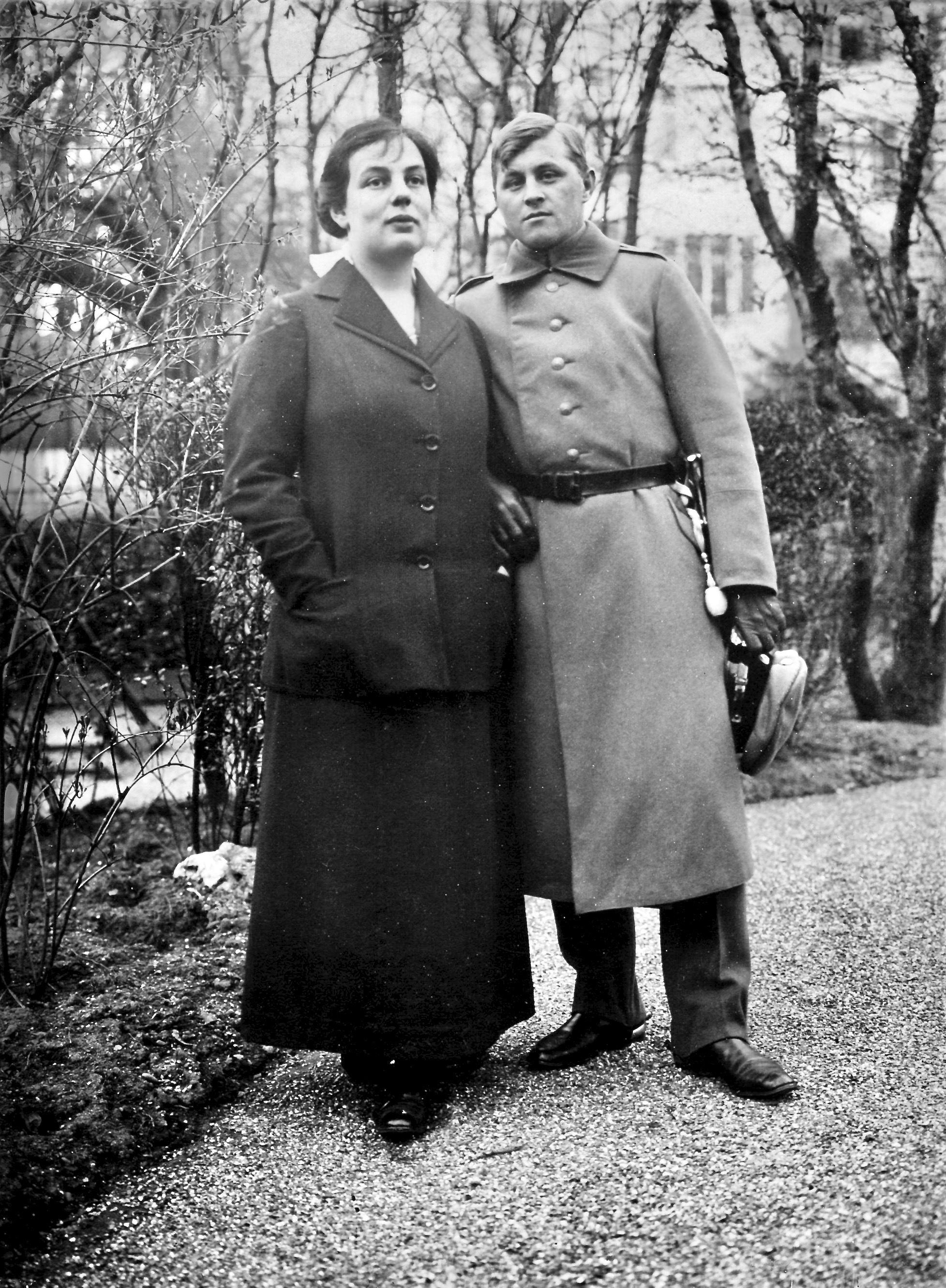
Anna Sara Hochschild und ihr Verlobter, der Offiziersstellvertreter Dr. phil. nat. Paul Reiner, Frühling 1916

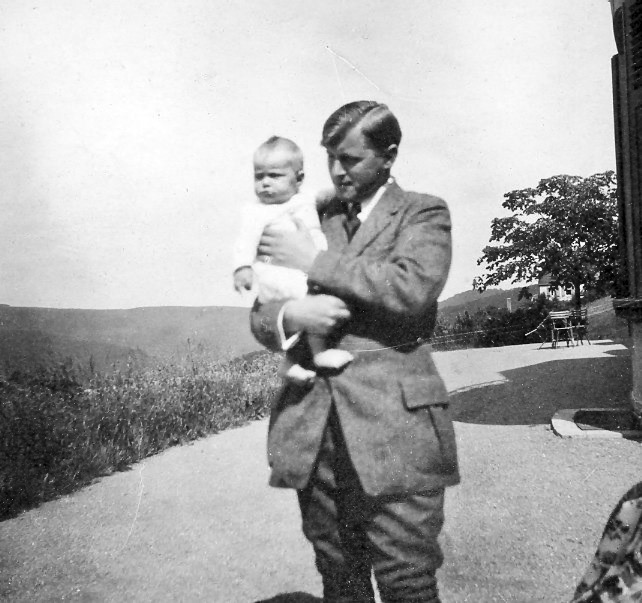
Paul Reiner mit einer seiner Töchter auf der Terrasse des Landhauses Die Höhe in Eppenhain im Taunus, um 1920

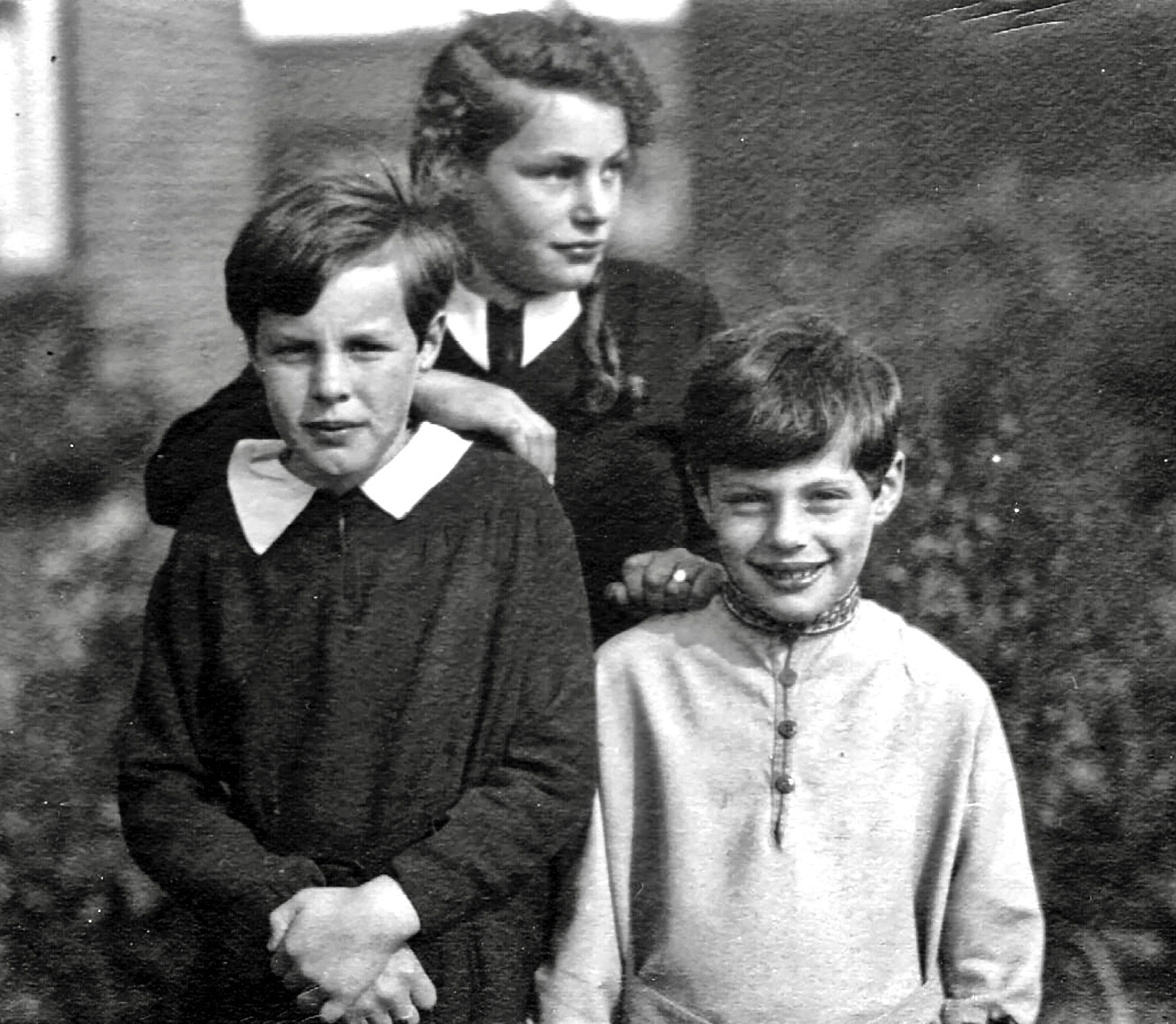
Eva, Renate und Ruth Reiner auf dem Areal der Schule am Meer auf der ostfriesischen Nordseeinsel Juist, vor der Geburt ihrer Schwester Karin, um 1929

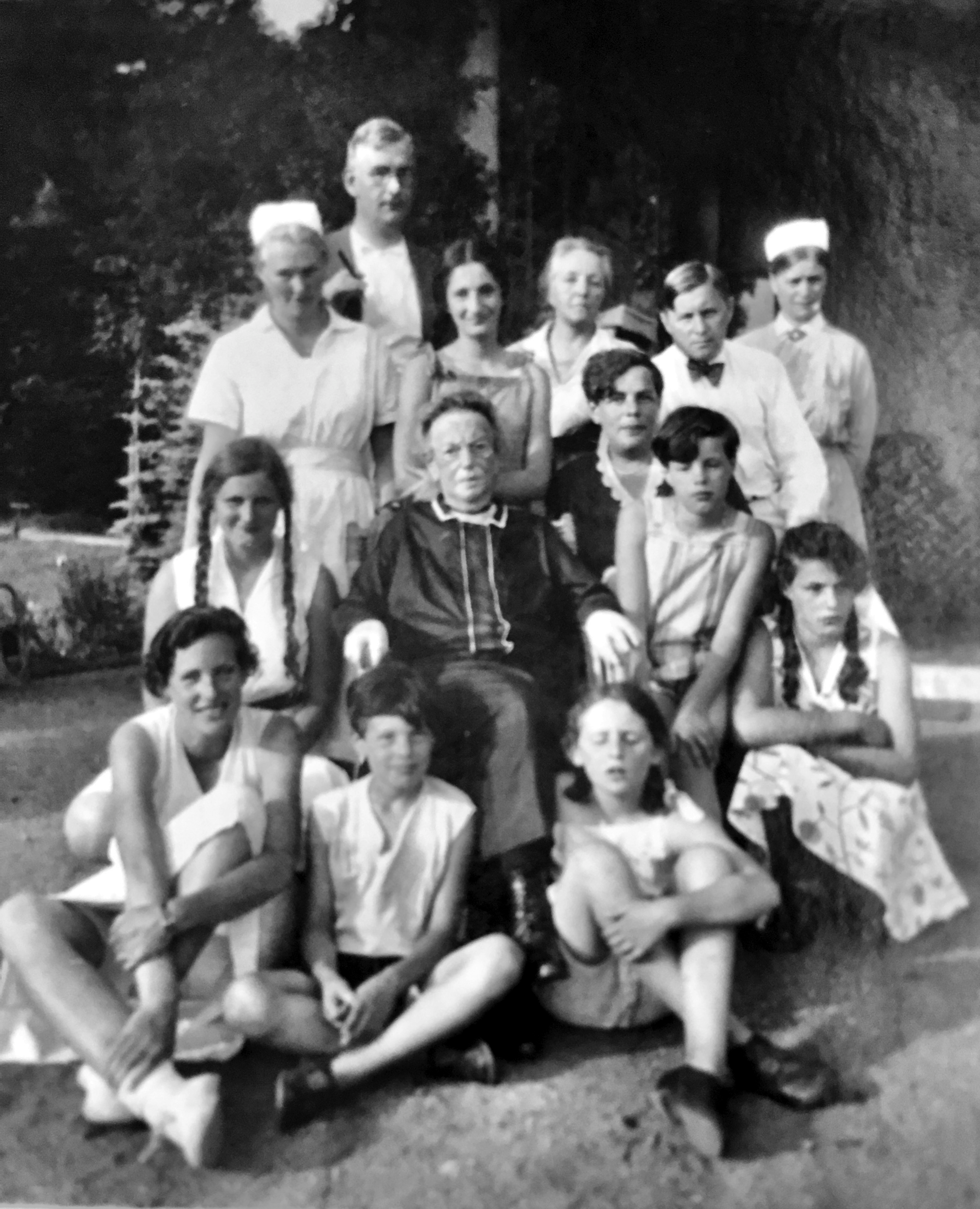
Paul Reiner (hinten rechts m. weißem Hemd und dunkler Fliege), davor Ehefrau Anna Sara Reiner (mit Spitze am Ausschnitt) mit ihren Töchtern Renate (ganz rechts hockend), daneben Eva und ganz vorn Ruth mittig im Schneidersitz, weitere Enkel aus der Familie von Monakow sowie Hauspersonal umrahmen Philippine Hochschild (sitzend, Bildmitte) vor dem Landhaus Die Höhe in Eppenhain, Taunus; Paul von Monakow hinten links stehend, um 1930

Paul Reiner war ein Sohn des Nürnberger Gastwirts und Metzgermeisters Wilhelm Reiner (* 14. November 1852 in Windsheim; † 11. Juli 1892 in Nürnberg) und dessen Ehefrau Babetta „Barbara“ (* 14. Juli 1854 in Gibitzenhof), geborene Schmidt. Seine Eltern heirateten am 23. Januar 1877 in Nürnberg. Paul Reiner hatte vier ältere Geschwister, einen Bruder und drei Schwestern, Babetta Reiner (* 10. August 1877 in Nürnberg), Johann Wilhelm Reiner (* 14. April 1879; † 6. Juli 1899), Rosa Reiner (* 17. September 1880; † 20. April 1881 in Nürnberg) und Käthe Reiner (* 16. Dezember 1883 in Nürnberg). Die Familie war evangelisch-lutherisch geprägt.
Das Verhältnis von Paul Reiner zu seiner Familie soll zeitlebens nicht gut gewesen sein; allerdings verstarb sein Vater bereits 39-jährig, als Paul Reiner sechs Jahre alt war. Sein älterer Bruder verstarb, als Paul Reiner 13 Jahre alt gewesen ist. Eine seiner Schwestern lernte er nicht kennen, da sie schon als Kleinkind einige Jahre vor seiner Geburt verstarb. Das überlieferte schlechte Verhältnis zu seiner Familie könnte z. B. auf seine Mutter bzw. deren zweite Ehe, möglicherweise auf die berufliche Tätigkeit seines Vaters als Gastwirt (Alkohol) oder die Todesumstände seines früh verstorbenen älteren Bruders zurückzuführen sein.
Paul Reiner heiratete am 11. Dezember 1916 die Krankenpflegerin Anna „Anni“ Sara Hochschild (geboren am 27. Februar 1891 in Frankfurt am Main; gestorben am 28. Februar 1972 in Zürich), die er wohl um 1913/14 in Heidelberg während eines studentischen Fests kennengelernt hatte. Anna Sara Hochschild studierte dort seit ihrer Immatrikulation zum Wintersemester 1911/12. Anna Hochschild war das jüngste Kind bzw. die jüngste Tochter des Mitbegründers der Frankfurter Metallgesellschaft AG und der Metallurgischen Gesellschaft AG, Zachary Hochschild (geboren am 16. Mai 1854 in Biblis; gestorben am 6. November 1912 in München), und dessen Ehefrau Philippine Hochschild (geboren am 7. Juli 1859 in Frankfurt am Main; gestorben am 28. Dezember 1931 ebenda), geborene Ellinger.
Als Trauzeuge Paul Reiners fungierte der Schriftsteller Gustav Wyneken, für seine Braut deren Schwager, der Frankfurter Kaufmann Carl Rudolf Euler (* 19. Oktober 1875 in Frankfurt am Main; † 2. März 1964 in Königstein im Taunus).
Aus der Ehe von Anna Sara und Paul Reiner gingen vier Töchter hervor, die als der israelitischen Religion zugehörig standesamtlich eingetragen wurden. Renate „Nati“ (geboren am 8. Dezember 1917 in Frankfurt am Main; gestorben am 13. Januar 2003 in Ann Arbor, Michigan, USA), Eva Maria (geboren am 14. Juni 1919 in Frankfurt am Main; gestorben am 23. Januar 1999 in Zollikon, Kanton Zürich, Schweiz), Ruth „Ruthli“ Elisabeth (geboren am 15. September 1922 in Saalfeld, Thüringen; gestorben am 22. Mai 1948 in Marina di Massa, Toskana, Italien) und Karin (geboren am 24. August 1931). Die älteste Tochter Renate besuchte im thüringischen Wickersdorf die Dorfschule (nicht die Freie Schulgemeinde); sie und ihre jüngeren Schwestern Eva Maria und Ruth Elisabeth besuchten später gemeinsam die reformpädagogische Schule am Meer auf Juist, Renate und Eva Maria waren dort jedoch als Dissidenten verzeichnet, Ruth Elisabeth als bekenntnisfrei, ergo ohne Religionszugehörigkeit. Alle vier Töchter sollen nach dem 30. Januar 1933 christlich getauft worden sein, ein Primärbeleg dafür steht jedoch aus. Für die älteste Tochter Renate „Nati“ ist dokumentiert, dass sie bei ihrer Emigration 1941 nicht deutsch oder schweizerisch, sondern „Hebrew“ (hebräisch) als Volkszugehörigkeit angegeben hat.
Anna Sara Reiner war ab 1920 in der Freien Schulgemeinde in Wickersdorf bei Saalfeld im Thüringer Wald als Krankenpflegerin und Hilfslehrkraft für Deutschkunde und Rechnen der jüngsten Schüler tätig, ab 1925 in der Schule am Meer auf Juist.
Über Paul Reiners Schwägerin Alice Gustine von Monakow (geboren am 10. August 1889 in Frankfurt am Main; gestorben am 23. Dezember 1948 in Zürich), geborene Hochschild, die mit dem Internisten und Neurologen Paul von Monakow (* 24. März 1885 in Pfäfers, Kanton St. Gallen, Schweiz; † 22. August 1945 in Samaden, Kanton Graubünden, Schweiz) verheiratet war, bestand eine familiäre Verbindung zu dem bekannten Psychiater und Neuropathologen Constantin von Monakow.
Zwei Töchter des Paul von Monakow, die angehende Ärztin Leonore „Lore“ Alexandra von Monakow (* 17. Juni 1913 in München; † 17. März 1993 in Zumikon, Kanton Zürich, Schweiz) und die angehende Juristin Maria Mathilde von Monakow (* 12. Januar 1915; † 2005), fungierten von Zürich aus als Vertrauensleute der Schule am Meer, indem sie die an diesem Landerziehungsheim interessierten Eltern, Schüler, Lehrkräfte und Förderer berieten und betreuten.
Eine familiäre Verbindung bestand darüber hinaus zur Familie des Kaufmanns und Kommerzienrates Leo Ellinger (21. November 1852 in Frankfurt am Main; gestorben am 16. Juli 1916 ebenda), einem der Mitbegründer der Frankfurter Metallgesellschaft AG und der Metallurgischen Gesellschaft AG. Paul Reiners Schwiegermutter Philippine Hochschild war eine geborene Ellinger. Auf diese Weise bestand auch ein familiärer Bezug zu dem Pharmakologen und Physiologen Alexander Ellinger.
Eine weitere familiäre Verbindung bestand zu Carl Rudolf Euler (* 19. Oktober 1875 in Frankfurt am Main; † 2. März 1964 in Königstein im Taunus), einem Kaufmann und Vorstandsmitglied der Frankfurter Metallgesellschaft AG und der Metallurgischen Gesellschaft AG, der mit Paul Reiners Schwägerin Henriette „Henni“ Hochschild (geboren am 13. Mai 1882 in Frankfurt am Main; gestorben am 9. Mai 1965 in Königstein im Taunus) verheiratet war. Zachary Hochschilds älteste Tochter setzte sich gegen ihren Vater durch, der deren Bräutigam Euler als nicht standesgemäß betrachtete. Carl Rudolf Euler fungierte bei der Hochzeit des Mediziners Paul von Monakow mit Alice Gustine Hochschild als Trauzeuge.

## Schule

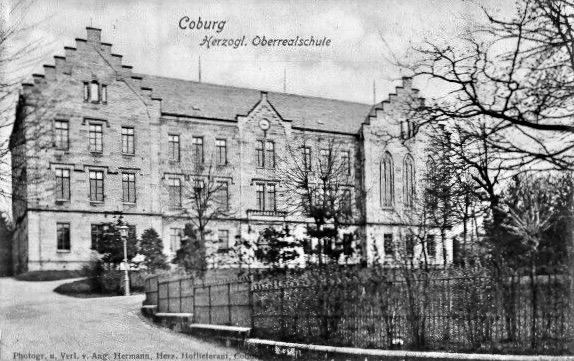
Herzogliche Oberrealschule (Ernestinum) zu Coburg, um 1905

Paul Reiner besuchte als Kind eine evangelische Werktagsschule in dem als Lorenzer Burgfrieden bezeichneten Teil der Nürnberger Altstadt südlich der Pegnitz. Diese stellte ihm am 15. September 1896 ein insgesamt sehr gutes Zeugnis aus, das ihn zum Besuch einer Oberschule qualifizierte. Anschließend besuchte er die Königliche Kreisrealschule zu Nürnberg (heute: Dürer-Gymnasium Nürnberg), die er 1902 mit der Mittleren Reife abschloss. Danach absolvierte er die Herzogliche Oberrealschule (Ernestinum) zu Coburg (heute: Gymnasium Ernestinum Coburg), die ihm am 8. März 1906 das Reifezeugnis ausstellte.
Gemäß wissenschaftlicher Sekundärliteratur soll Paul Reiner dann jedoch als 24-Jähriger um 1910 Schüler der Freien Schulgemeinde in Wickersdorf bei Saalfeld im Thüringer Wald gewesen sein, um dort seine Reifeprüfung abzulegen. Dies wäre demnach zu einem Zeitpunkt erfolgt, als er den zeitgenössischen Originaldokumenten zufolge sein Reifezeugnis bereits erworben hatte und an Universitäten studierte. Das Schülerverzeichnis der Freien Schulgemeinde weist den Namen Paul Reiner nicht auf, deren Lehrerverzeichnis listet ihn ab 1919. Reifeprüfungen durfte die Freie Schulgemeinde erst ab 1923 intern abnehmen.

## Studium

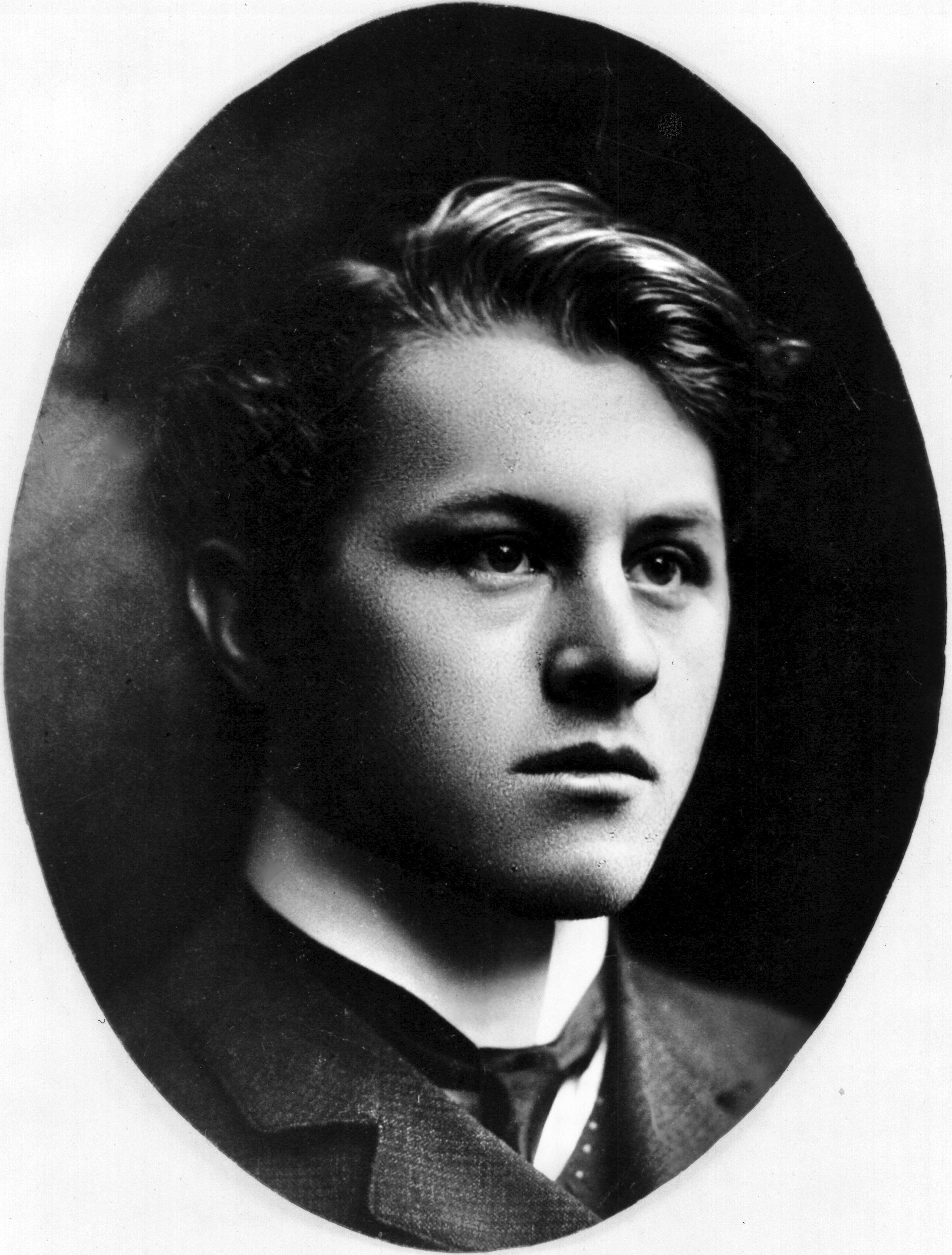
Paul Reiner, um 1906

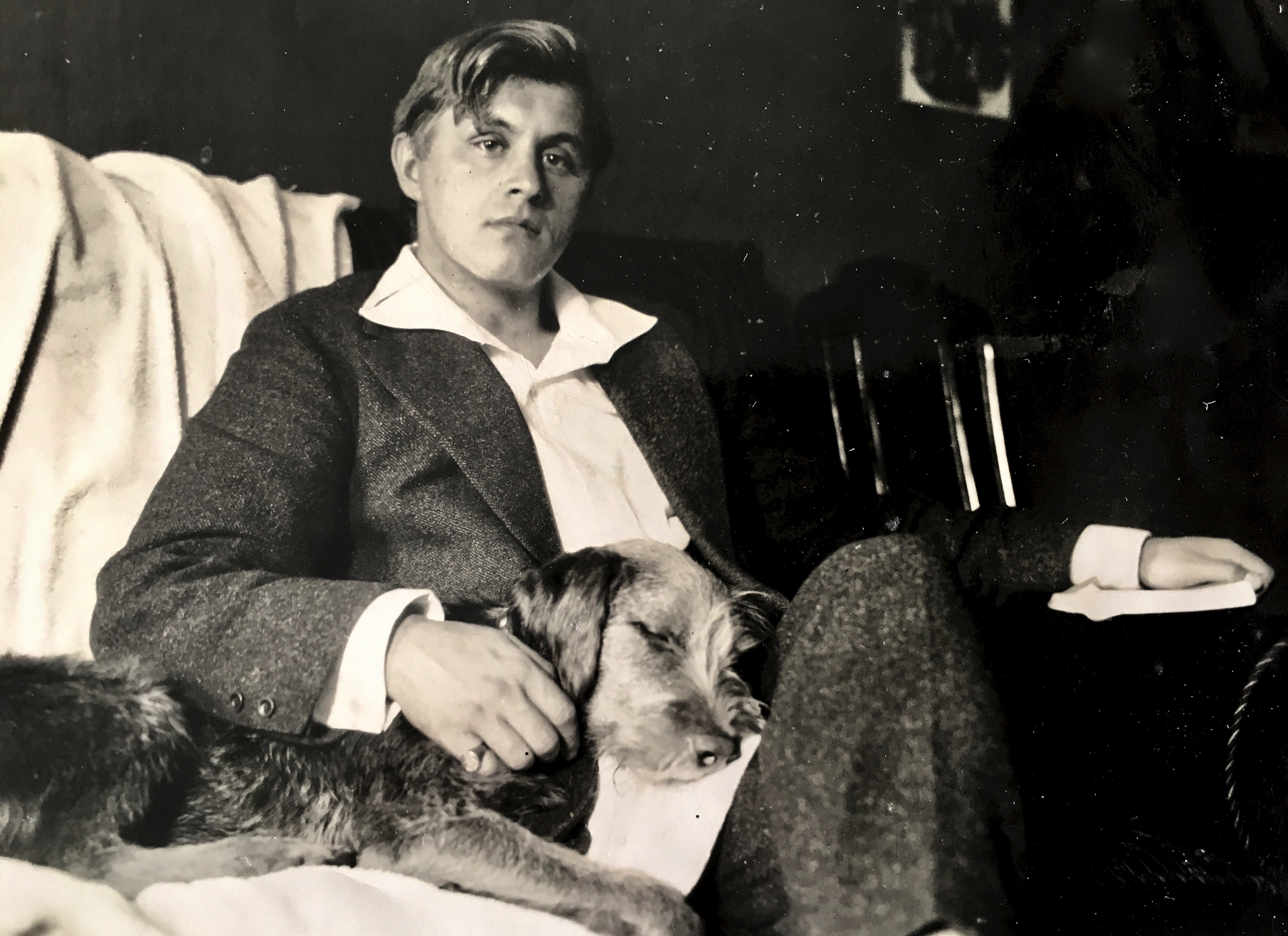
Paul Reiner mit Hund, um 1913

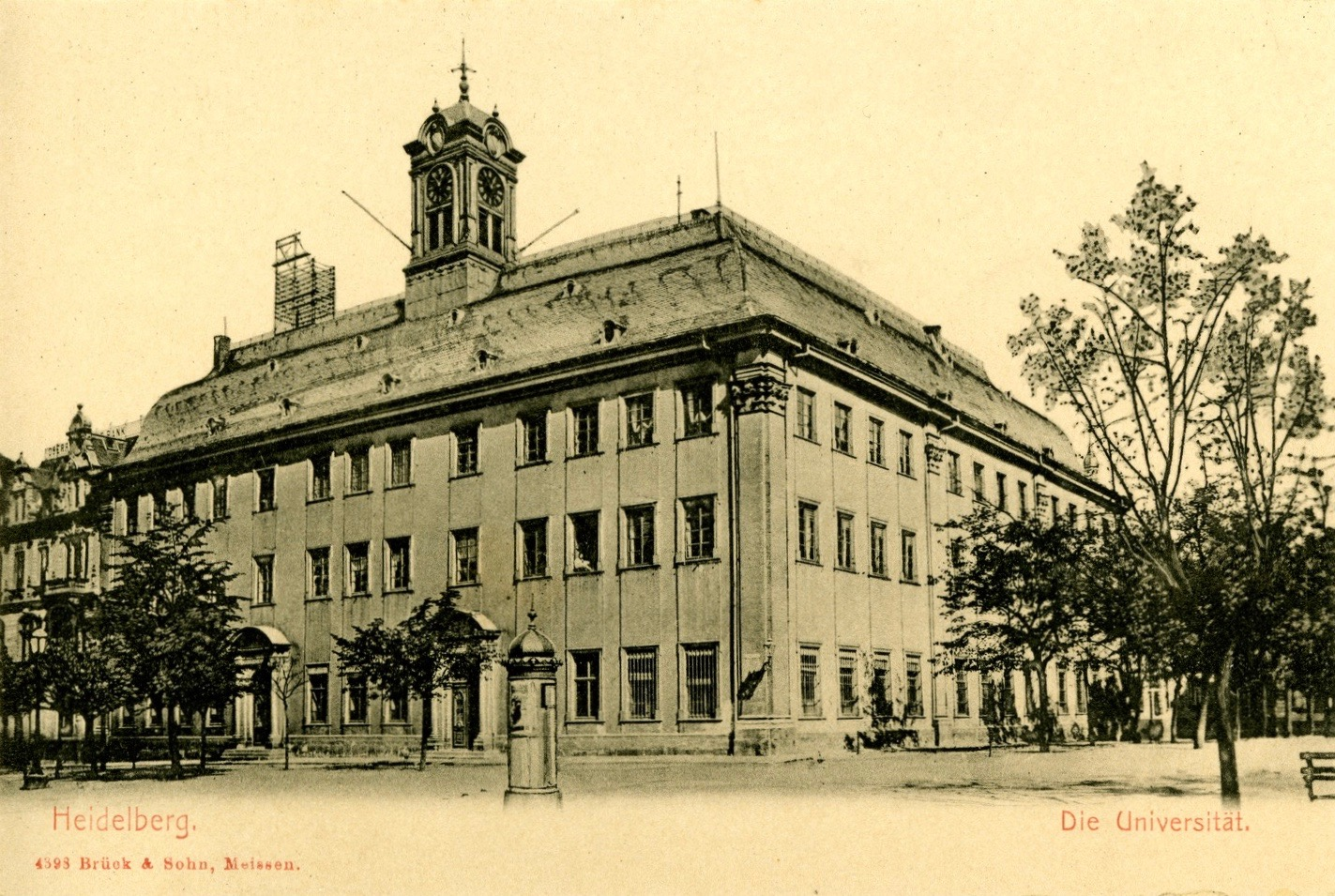
An der Ruprecht-Karls-Universität in Heidelberg promovierte Paul Reiner 1913 in Chemie zum Doctor philosophiae naturalis creamus (Dr. phil. nat.)

Von Ostern 1906 bis Ostern 1912 studierte Paul Reiner mit dem Ziel des Lehramts die Fachgebiete Chemie, Mineralogie, Physik, Soziologie und Philosophie an der Ludwig-Maximilians-Universität in München und an der Ruprecht-Karls-Universität in Heidelberg. Die Universitätsstadt Heidelberg galt seinerzeit als ein politisch liberaler und intellektuell aufgeschlossener Gegenpol zur preußischen Orthodoxie.
Vom Sommersemester 1907 bis einschließlich des Sommersemesters 1908 und einem zusätzlichen Kurs im Oktober 1908 arbeitete Paul Reiner im Heidelberger Laboratorium des Chemikers Friedrich Krafft. Am selben Studienort war er von September 1910 bis Ostern 1913 wissenschaftlicher Assistent des Nationalökonomen und Soziologen Alfred Weber.
Am 2. Juli 1912 bestand Paul Reiner sein Doktor-Examen mit magna cum laude. Am 1. Juli 1913 wurde er zur Prüfung für das höhere Lehramt zugelassen; die ihm zur schriftlichen Ausarbeitung übertragenen Hausarbeiten titelten: 1. Die Hauptargumente Husserls gegen den Psychologismus und 2. Das Auftreten des Turmalins in der Natur. Im Februar und März 1914 legte er seine mündlichen Prüfungen im Rahmen des Badischen Staatsexamens erfolgreich ab. Ihm wurde die wissenschaftliche Befähigung zur Erteilung von Unterricht als Oberlehrer in Chemie, Mineralogie, Geologie, Physik als Hauptfächer und in Mathematik als Nebenfach attestiert. Unterricht erteilte er später jedoch auch in den Fächern Geschichte und Soziologie. Im Gegensatz zu Soziologie hatte er Geschichte nicht studiert.
Seine Dissertation im Fachbereich Chemie, die er in Heidelberg verfasste, beschäftigte sich mit der Turmalingruppe (Mischreihe im trigonalen Kristallsystem kristallisierender Ringsilikate). Ihm wurde der akademische Titel eines Doctor philosophiae naturalis creamus (Dr. phil. nat.) verliehen.
Während mehrjähriger Assistententätigkeit am Mineralogischen Institut in Heidelberg lernte er 1913 den Literaturwissenschaftler und Dichter Friedrich Gundolf und die Studenten Gustav Richard Heyer, Wolfgang Heyer (ca. 1893; vermisst/† 1917) und Edgar Salin kennen.
Paul Reiner verfasste mehrere Aufsätze mit pädagogischer Orientierung. Er legte Gundolf einen polemischen Essay über Wyneken vor, war demzufolge diesem gegenüber schon früh nicht unkritisch eingestellt.
Friedrich Gundolf stellte ihn am 18. Januar 1914 dem Dichter Stefan George vor. In der Folge gehörte er kurzzeitig dem George-Kreis an, aus dem er sich Salin zufolge noch im selben Jahr wieder verabschiedete. Offenbar hatte Reiner eine Inkompatibilität zwischen den Standpunkten Georges und Wynekens wahrgenommen. Zudem machte George seine Verachtung, die er Wyneken und dessen Jüngern gegenüber empfand, deutlich. Als Paul Reiner weiterhin an Wyneken festhielt, entsprach dies aus Georges Sicht einem Abschied aus seiner eigenen Einflusssphäre. Die Kontakte zwischen Stefan George und Paul Reiner rissen ab.

## Militärdienst

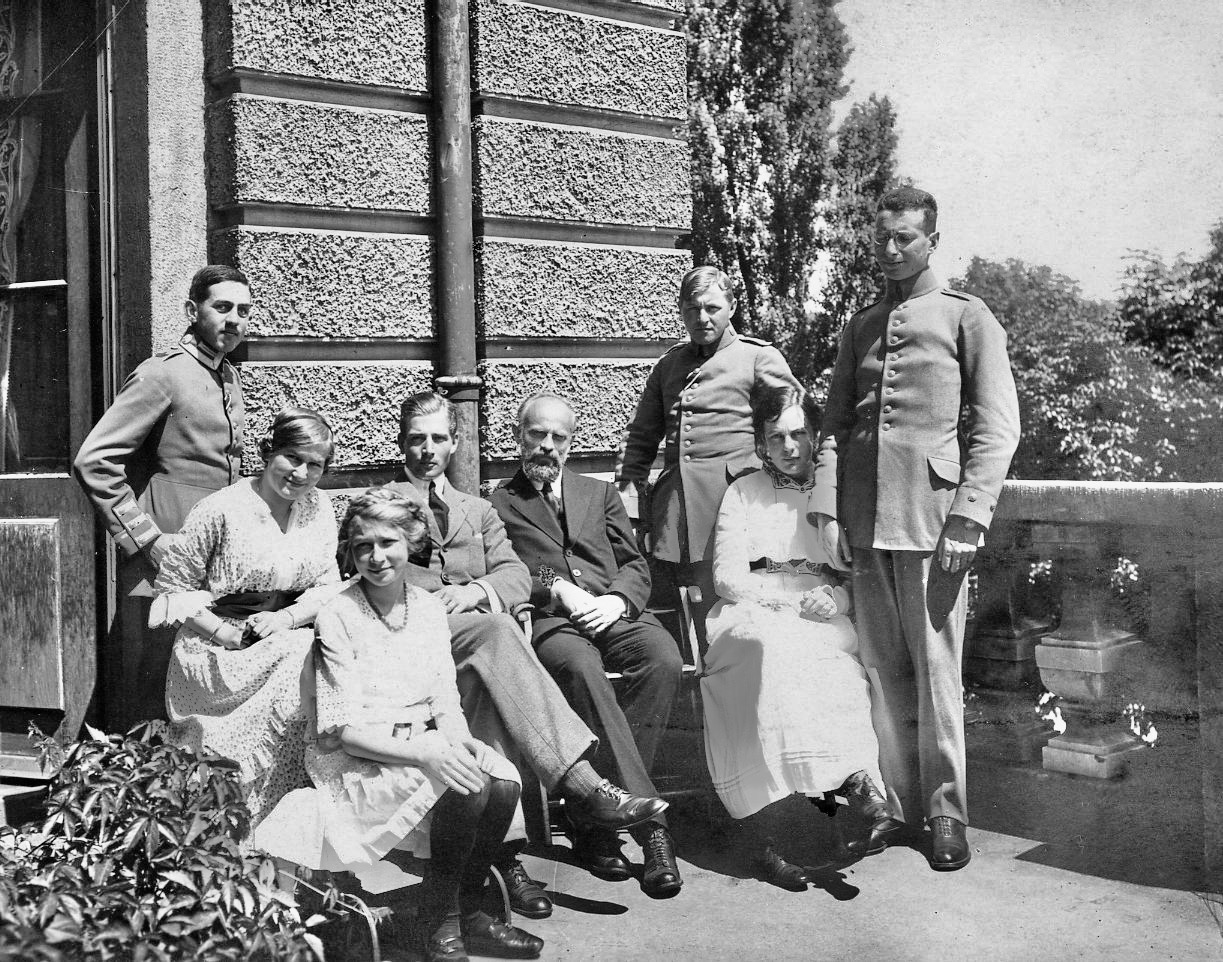
Der am 11. Dezember 1916 für Paul Reiner als Trauzeuge fungierende Gustav Wyneken (5. v. links), Paul Reiner (6. v. links) und Ehefrau Anna Sara Reiner (7. v. links), geb. Hochschild, um 1917

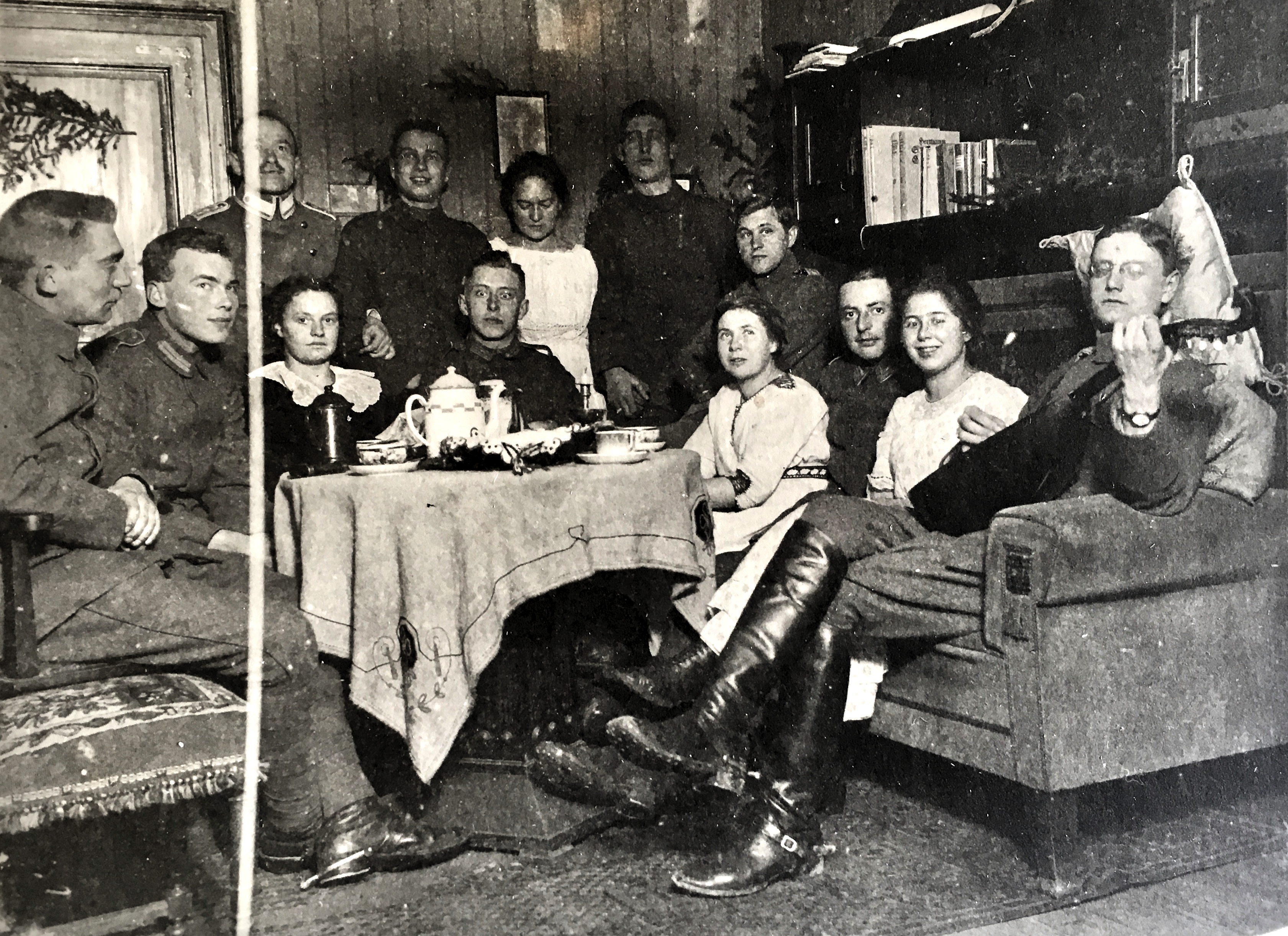
Leutnant d. R. Paul Reiner, 4. von rechts, mit Wandervögeln seines Feldartillerie-Regiments, Weihnachten 1917

Als „geprüfter Lehramtspraktikant“ rückte Paul Reiner am 16. August 1914 als Kriegsfreiwilliger bei der 5. Ersatz-Batterie des Königlich Bayerischen 3. Fußartillerie-Regiments ein und wurde in der Ersten Flandernschlacht eingesetzt. Die Kriegsstammrolle verzeichnet seine weiteren Einsatzorte: Ypern (Oktober bis Dezember 1914), Gheluvelt, Neuve-Chapelle (3. bis 28. März 1915), La Bassée (3. bis 18. Juni 1915), Leintrey und Arras.
Am 1. März 1915 wurde er zum überzähligen Gefreiten ernannt, am 3. Juli zum überzähligen Unteroffizier, am 13. Oktober desselben Jahres zum Vizefeldwebel und am 9. Dezember 1915 zum Offiziersstellvertreter befördert. Am 8. Oktober 1915 war er an der Erstürmung der Höhe südlich Leintrey beteiligt, vom 15. bis 17. Oktober an weiteren Kämpfen um diese Höhe.
Vom 15. Februar bis zum 29. März 1916 besuchte er die Fuß-Artillerie-Schießschule, später einen Kurs für Offiziersaspiranten, den 8. Lehrgang der Abt. I in Jüterbog. Im selben Jahr wurde Paul Reiner in seiner Funktion als Offiziersstellvertreter der Fußartillerie-Batterie Nr. 376 das Königlich Bayerische Militärverdienstkreuz II. Klasse mit Krone und Schwertern (Emailleversion) verliehen, am 30. August 1916 mit dem Eisernen Kreuz II. Klasse ausgezeichnet.
Am 30. September 1916 wurde er zum Leutnant der Reserve befördert. Im Jahr 1917 gehörte er dem Königlich Bayerischen 3. Fußartillerie-Regiment an, dessen Bataillone dem Kronprinzen Rupprecht von Bayern unterstellt waren und an der Westfront eingesetzt wurden. Ab dem 15. April 1917 war er an Stellungskämpfen in Lothringen beteiligt. Am 9. November 1917 wurde er als Ordonnanzoffizier zum Bataillonsstab versetzt, am 10. Februar 1918 als Nachrichtenoffizier zum Stab der Artilleriekommandantur.
Paul Reiner diente zuletzt in der Ersatzabteilung des Königlich Bayerischen 6. Feldartillerie-Regiments „Prinz Ferdinand von Bourbon, Herzog von Calabrien“. Das Regiment nahm u. a. an der Herbstschlacht in der Champagne, der Schlacht an der Somme und an der Schlacht von Arras teil.
Am 23. August 1918 wurde Paul Reiner mit dem Eisernen Kreuz I. Klasse ausgezeichnet. Ab 12. November 1918 war er an der Räumung der besetzten Gebiete in Frankreich beteiligt und am Rückmarsch in die Heimat. Zur Wiederaufnahme seiner beruflichen Ziele wurde er am 18. Februar 1919 aus dem Militärdienst entlassen.
Als Paul Reiners Heimatadressen während des Krieges wurden in den Kriegsstammrollen und Kriegsranglisten verzeichnet: Frankfurt am Main (Feuerbachstraße 19), Wolfratshausen (Haus Nr. 133) und Wickersdorf bei Saalfeld (Saale).

## Wirken

### Hauslehrer in Wolfratshausen

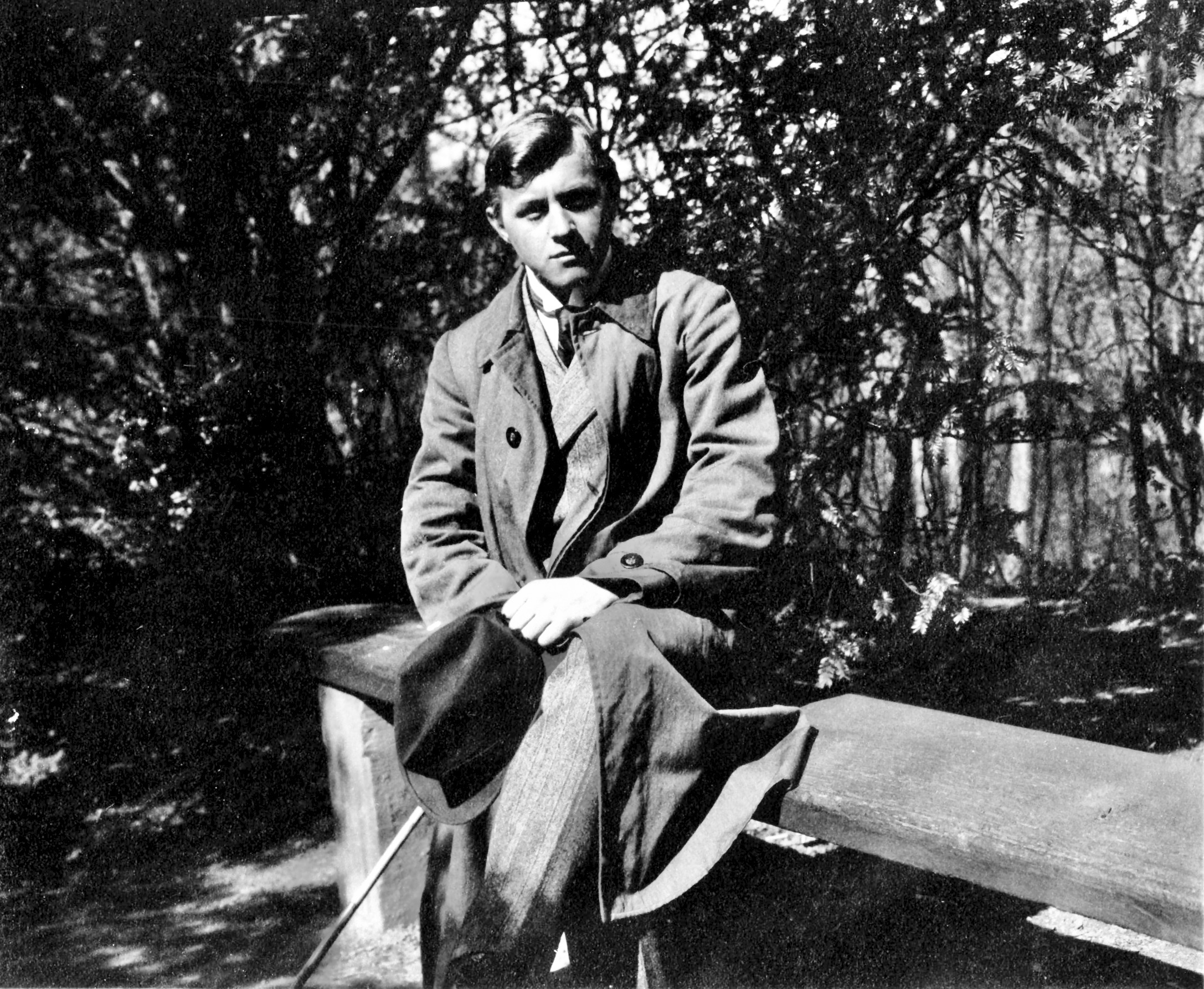
Paul Reiner, ca. 1913

Als Hauslehrer war Paul Reiner um 1913 für die vier Kinder des Ehepaares Elisabeth Jaffé, geb. Freiin von Richthofen, und Edgar Jaffé in Wolfratshausen tätig. Der Soziologe und Nationalökonom Max Weber bat ihn am 8. März 1914 um ein schriftliches „Attest“ zur Persönlichkeitsentwicklung von Peter Wolfgang Gross (1907–1946), genannt „Wolff“, den Sohn des österreichischen Anarchisten, Arztes, Psychiaters und Psychoanalytikers Otto Gross und dessen Ehefrau Frieda (1879–1956), geborene Schloffer. Paul Reiner hatte Peter Gross im Herbst 1913 während seiner Aufenthalte in Wolfratshausen kennengelernt. Max Weber schrieb daraufhin an Frieda Gross: „[…] Herrn Reiner haben Sie, nach seinem »Gutachten« zu schliessen, gründlich behext: Sie kommen im Stefan George’schen Himmel sicher gleich nach Maximin. […]“ Peter Gross war von 1921 bis 1924, als Paul Reiner dort unterrichtete, Schüler der Freien Schulgemeinde in Wickersdorf.
Es ist davon auszugehen, dass Paul Reiner auf der Basis seines Kontakts zu der Familie Jaffé im Jahr 1924 die promovierte Sozialwissenschaftlerin Elisabeth Jaffé, geb. Freiin von Richthofen, als Mitglied des Kuratoriums der Stiftung Schule am Meer gewinnen konnte.

### Odenwaldschule

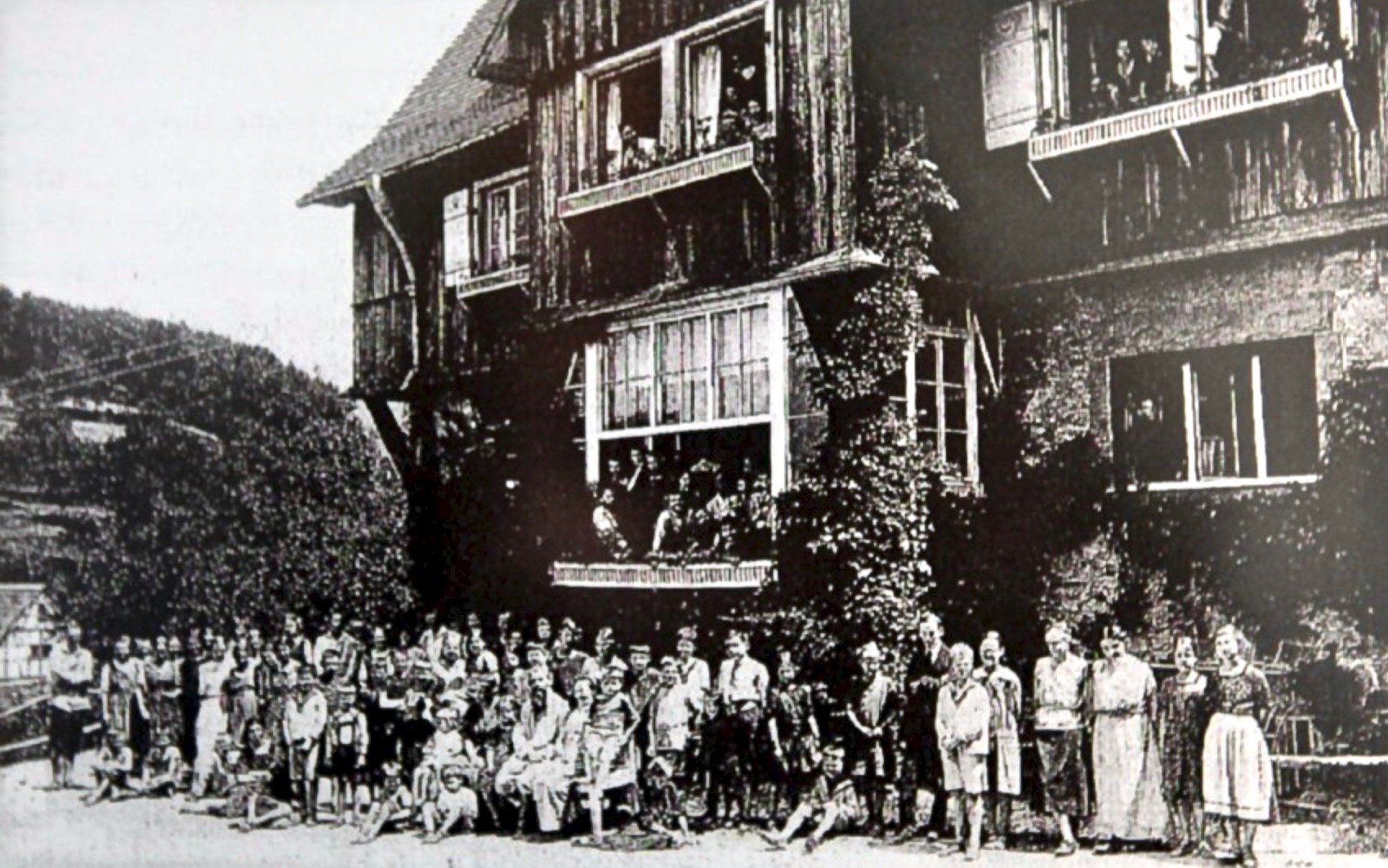
Odenwaldschule, 1910er Jahre

Nach seiner Promotion im Frühjahr 1913 war Paul Reiner für vier Monate Lehrer an dem reformpädagogischen Landerziehungsheim Odenwaldschule im südhessischen Ober-Hambach. Das Großherzoglich Badische Ministerium des Kultus und Unterrichts ließ ihn zur Ableistung des Probejahres zu und verwies ihn dazu an das Realgymnasium mit Realschule (neun und sieben Klassen; Reformschullehrplan mit Realschulgabelung) in die „Zwei-Burgen-Stadt“ Weinheim, wo er seinen Schuldienst am 2. April 1914 als Lehramtspraktikant antrat, nach rund vier Monaten abgebrochen durch den Ausbruch des Ersten Weltkrieges.

### Novemberrevolution

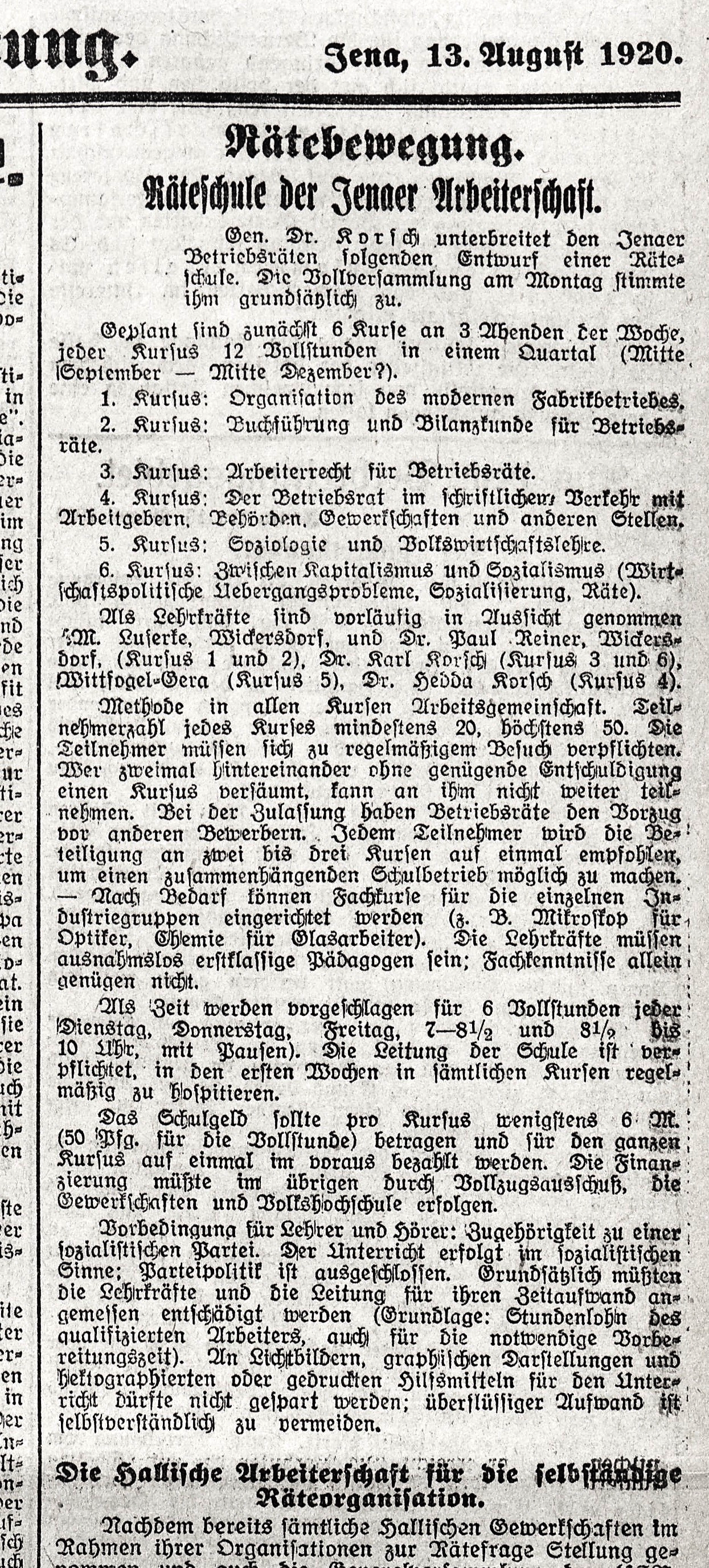
Neue Zeitung (Jena), 2. Jg., Nr. 177, 13. August 1920, Beilage, S. 1

Während der Novemberrevolution 1918 wurde er wie Horst Horster (* 6. Mai 1903 in Nürnberg; † 1981) und Ernst Putz durch Hedda Gagliardi-Korsch dazu motiviert (agitiert), sich im Sinne der Jugendbewegung politisch zu engagieren. Im Jahr 1919 war er Mitglied des Vorstandes der Entschiedenen Jugend Deutschlands (EJD), der ersten revolutionären Schüler- und Studentenbewegung nach der Reichsgründung, die bis 1921 agierte. Diese war eine Protestbewegung von Schülern und Studenten aus dem Bürgertum, die sich mit radikalen Positionen in das proletarische Aufbegehren zu Beginn der Weimarer Republik einzubringen suchte.
Zusammen mit Martin Luserke, Karl und Hedda Korsch sowie Karl August Wittfogel war Paul Reiner 1920 als Lehrer einer Räteschule der Jenaer Arbeiterschaft vorgesehen. Lehrer und Kursteilnehmer mussten einer sozialistischen Partei angehören (siehe Zeitungsartikel rechts).

### Regierungskabinett Thüringen
Im thüringischen Regierungskabinett Frölich II, einer Koalition aus SPD und KPD, war Reiner 1923 Mitarbeiter des als Justizminister fungierenden ultralinken Marxisten-Leninisten Karl Korsch (siehe auch: Deutscher Oktober), bis die KPD-Minister durch ihren Rücktritt der durch Notverordnung von Reichspräsident Friedrich Ebert drohenden Reichsexekution zuvorkamen.

### Freie Schulgemeinde in Wickersdorf

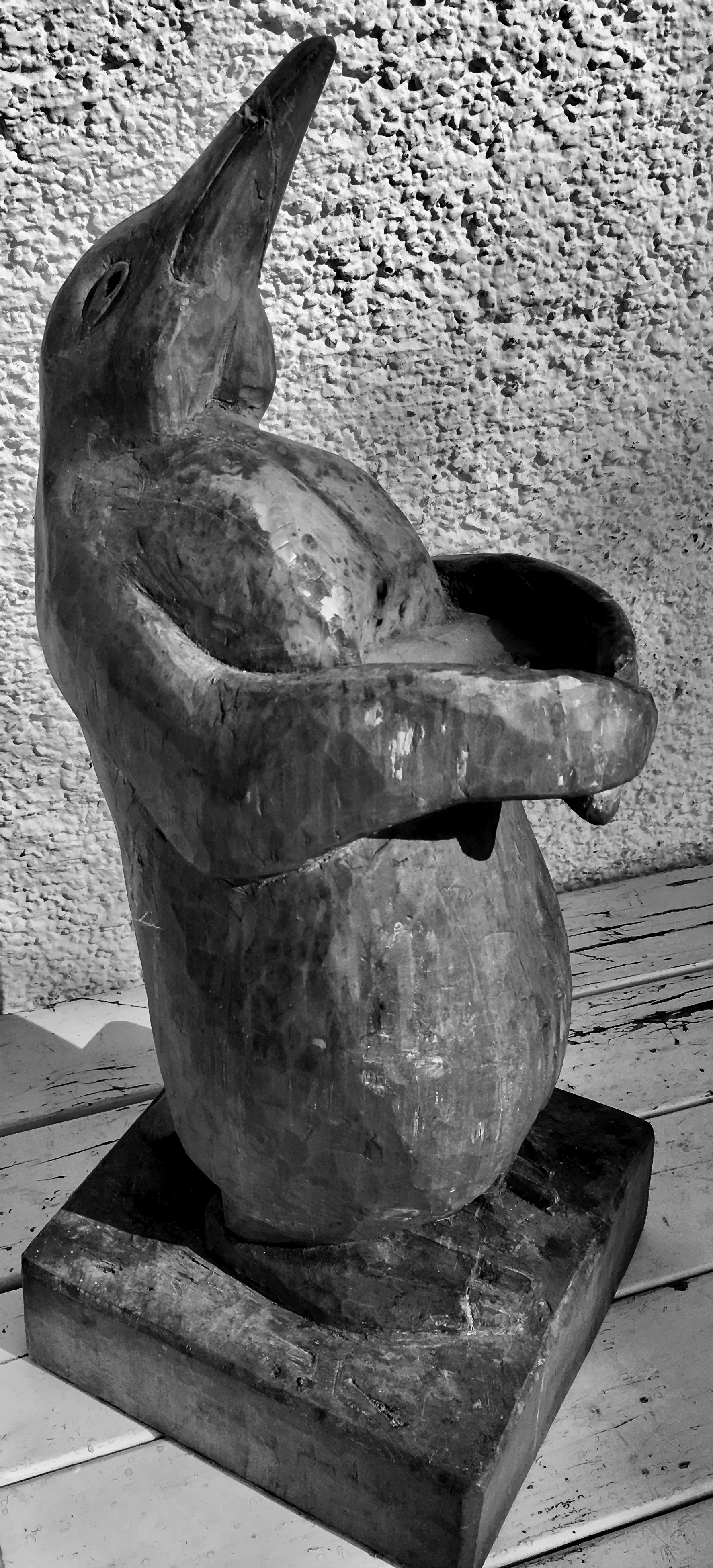
Paul Reiner leitete ab 1919 in der Freien Schulgemeinde in Wickersdorf und ab 1925 in der Schule am Meer im Loog auf Juist die Kameradschaft der Pinguine – Handgearbeitete Holzskulptur aus dem Nachlass Paul Reiners, 1920er Jahre

1919 wurde er Lehrer in der Freien Schulgemeinde in Wickersdorf bei Saalfeld im Thüringer Wald, wo er als Kameradschaftsführer bzw. primus inter pares die Kameradschaft der Pinguine leitete. Wöchentlich hielt er ein Staatspolitisches Seminar ab. Im selben Jahr gab es in der Schulleitung einen Wechsel von Martin Luserke zu Gustav Wyneken. Innerhalb des Landerziehungsheims baute Paul Reiner eine George-Kameradschaft auf, die er leitete. Georges Gedicht Die Hüter des Vorhof wurde zur Richtschnur seines pädagogischen Wirkens.

„[…] In Wickersdorf soll er [Paul Reiner] besonderes Ansehen genossen und einen der stolzesten Jugendkreise geführt haben. […] Bei einer Morgenveranstaltung [Morgensprache] im Mai 1923 las er vor der im Grünen lagernden Jugend ohne besondere Einführung das ganze »Vorspiel« zum »Teppich des Lebens« und zwar in der strengen Sprechweise, die er für Georgesche Gedichte auch von seinen Schülern forderte. […]“

Gemeinsam mit dem Schulleiter Gustav Wyneken vertrat Paul Reiner die Freie Schulgemeinde auf der im Jahr 1920 angesetzten Reichsschulkonferenz in Berlin. Bei dieser ging es um eine systematische Neuordnung des Schulsystems nach dem Ende des Kaiserreichs und des Ersten Weltkrieges. Die Ergebnisse der Reichsschulkonferenz erschienen ihm unbefriedigend, nicht revolutionär genug, um die steife Verkrustung der wilhelminischen Ära abzuschütteln.
Das Verhältnis zu Wyneken trübte sich so weit ein, dass Paul Reiner zu dessen entschiedenem Gegner wurde. Da er nicht der einzige Lehrer war, der gegenüber Wynekens pädagogischen Vorstellungen und seiner Amtsführung äußerst kritisch eingestellt war, bildete sich im Laufe der Zeit eine regelrechte Opposition gegen Wyneken heraus. Dabei handelte es sich um das so bezeichnete Triumvirat, das sich neben Reiner aus den Pädagogen Martin Luserke und Rudolf Aeschlimann zusammensetzte. Ein maßgeblicher Grund für die Oppositionsbewegung gegen Wyneken und dessen Getreue waren Vorwürfe, dieser habe mit Schülern homoerotischen Kontakt und sexuellen Verkehr gehabt. Nach Ansicht des Triumvirats verboten sich derart gestaltete Beziehungen zwischen den Lehrkräften und ihren Schülern. Verschärfend kam hinzu, dass das nicht nur als persönliche bzw. private Präferenz zu deuten war, sondern von Wyneken und anderen Mitgliedern seines schulinternen Sympathisantenkreises explizit als Teil ihrer grundlegenden reformpädagogischen Vorstellungen und Überzeugungen dargestellt wurde. Sexuelle Übergriffe führten 1921 zum sogenannten Eros-Prozess und zu einer Haftstrafe Wynekens.
Der aus der Schweiz stammende und seit 1915 in Wickersdorf Französisch lehrende Fernand Camille Petitpierre (auch: Petit-Pierre), der zu Wynekens Gefolgsleuten zählte, verließ die Freie Schulgemeinde Ende März 1922 (kam jedoch nach der späteren Sezession des Triumvirats im Jahr 1926 zurück). Für seinen erzwungenen Rückzug machte er in einem Schreiben an Wyneken dezidiert Paul Reiner, Rudolf Aeschlimann und Martin Luserke verantwortlich. Das Triumvirat habe nach dem Eros-Prozess gegen Wyneken das Lehrerkollegium von allen Wyneken-Anhängern säubern wollen:

„Gott, wie froh bin ich, nicht mehr mitten in diesem Senat [Lehrerkollegium] zu sitzen! D. f. [Daraus folgend], als Zuschauer mit Vergnügen. Es ist doch herrlich, dass W.dorf [Wickersdorf] aus den Kämpfen nicht heraus kommt. Jedenfalls wird Reiner, der an Ihnen bewiesen hat, wie schneidig er den Besen zu schwingen versteht, auch hier schnell den Kehricht aus dem Lehrerzimmer & alles Indésirable [Unerwünschte] aus dem Gutshof gefegt haben! Hätten Sie sich träumen lassen, dass Ihr W.dorf später so eine Art Dreifamilienhaus [Luserke, Reiner, Aeschlimann mit Ehefrauen und Kindern] werden sollte? Dass die Frau [keine bestimmte, sondern der weibliche Einfluss auf den Schulalltag] mal so wichtig werden sollte? Jammervoll. Und aus der einstigen Flamme im Wappen haben sie nun eine Zuchtrute gemacht für unbotmässige Lehrer. Du sollst keine andern…“

Petit-Pierre veröffentlichte in den 1930er und 1940er Jahren unter dem Pseudonym René Lermite homoerotische Gedichtbände. Er gehörte zu den Lehrern der Freien Schulgemeinde, die dort ihre pädophilen (hier: päderastischen) Neigungen ausgelebt haben.
Der Disput führte einerseits dazu, dass Wyneken und seine Anhänger die entschiedene Opposition des Triumvirats als Verrat an der gemeinsamen Sache, dem reformpädagogischen Schulprojekt Freie Schulgemeinde, und ihnen als Kollegen empfanden. Auf der anderen Seite musste Wyneken die Schulleitung dadurch erneut an Martin Luserke abgeben, der schon zuvor (ab 1910) in dieser Leitungsfunktion gewesen war. Da Wyneken jedoch in unmittelbarer Nähe verblieb und fast täglich in den Schulalltag einzugreifen versuchte, brachte seine Absetzung keine nachhaltige Lösung.

### Schule am Meer auf Juist

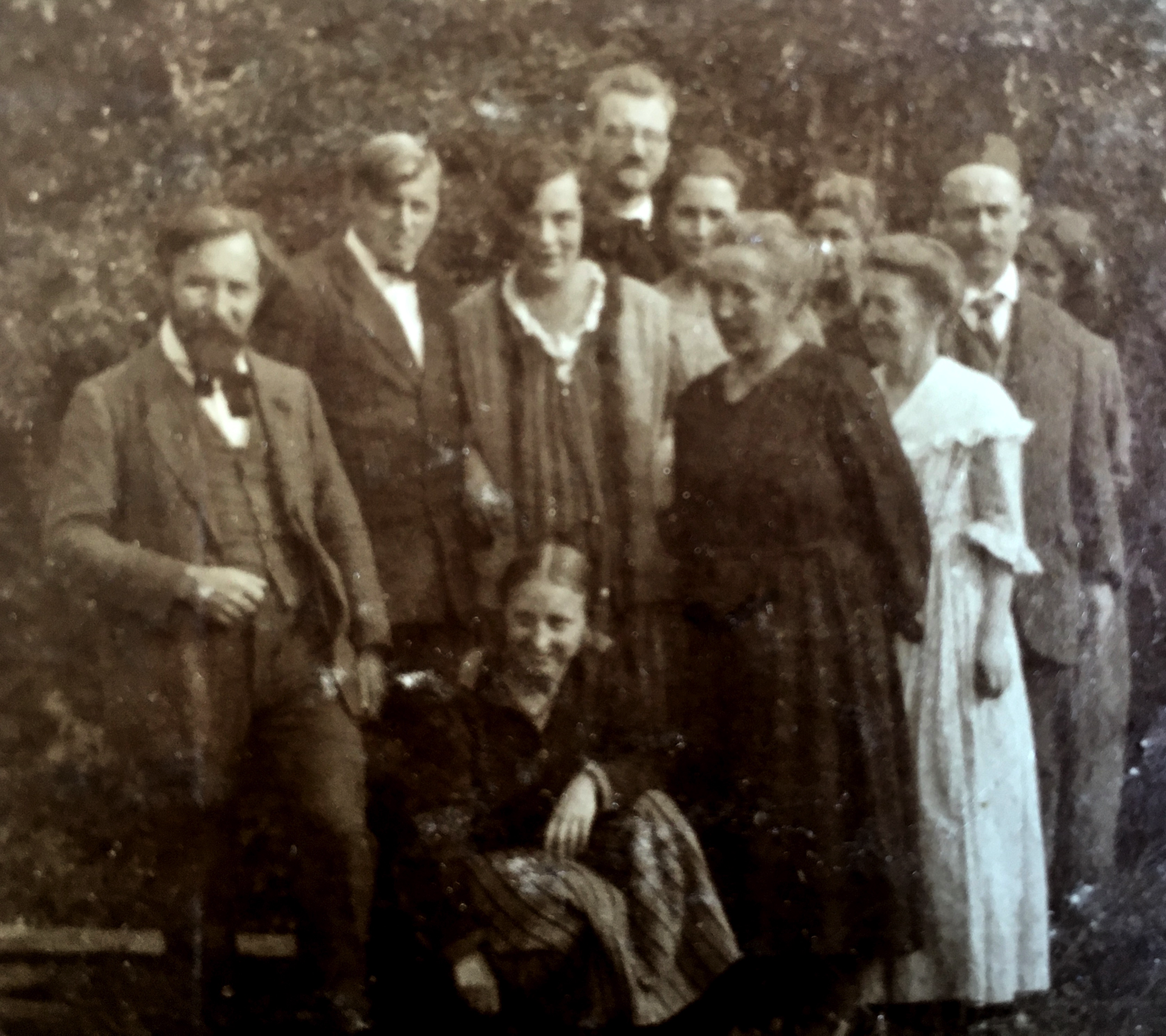
Das Gründerkollegium der Schule am Meer vor der Sezession von der Freien Schulgemeinde – stehend von links Fritz Hafner, Paul Reiner, seine Ehefrau Anna Sara Reiner, geb. Hochschild, Rudolf Aeschlimann und dessen Ehefrau Helene, geb. Pahl, ganz rechts Schulleiter Martin Luserke (mit typischer Kopfbedeckung) und Ehefrau Annemarie, geb. Gerwien, 1924/25

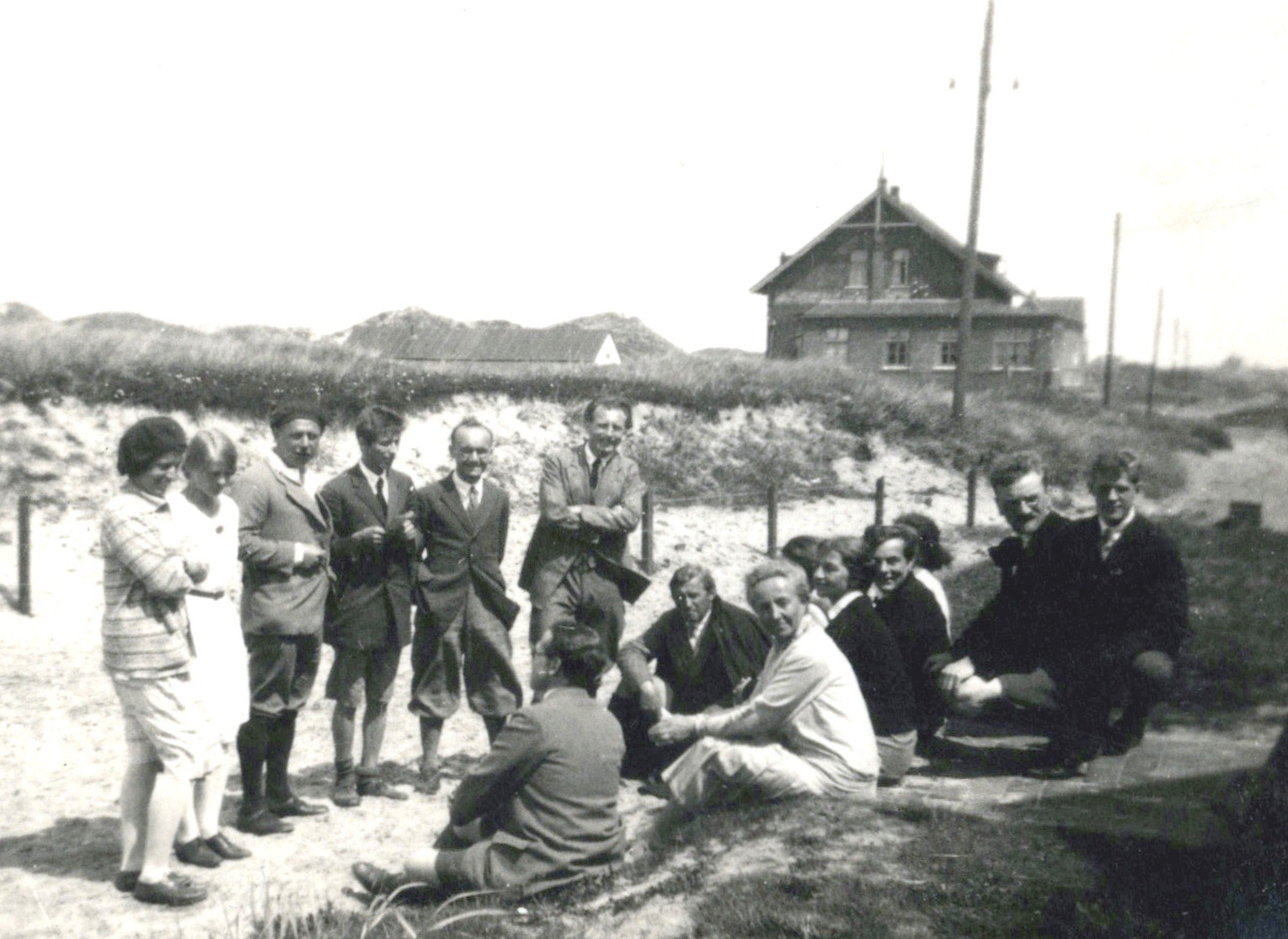
Kollegium der Schule am Meer im Loog auf Juist vor dem Eingang des Hauptgebäudes Diesseits; stehend von links: als 2. Erne Wehnert (1900–1985), als 3. Martin Luserke, als 6. Fritz Könekamp. Sitzend von links: Eduard Zuckmayer, Paul Reiner, Marie Franke (1864–1940), Leonore Luise Neumann (1879–1939), Anna Sara Reiner (1891–1972), 2. v. rechts Rudolf Aeschlimann, ca. 1929

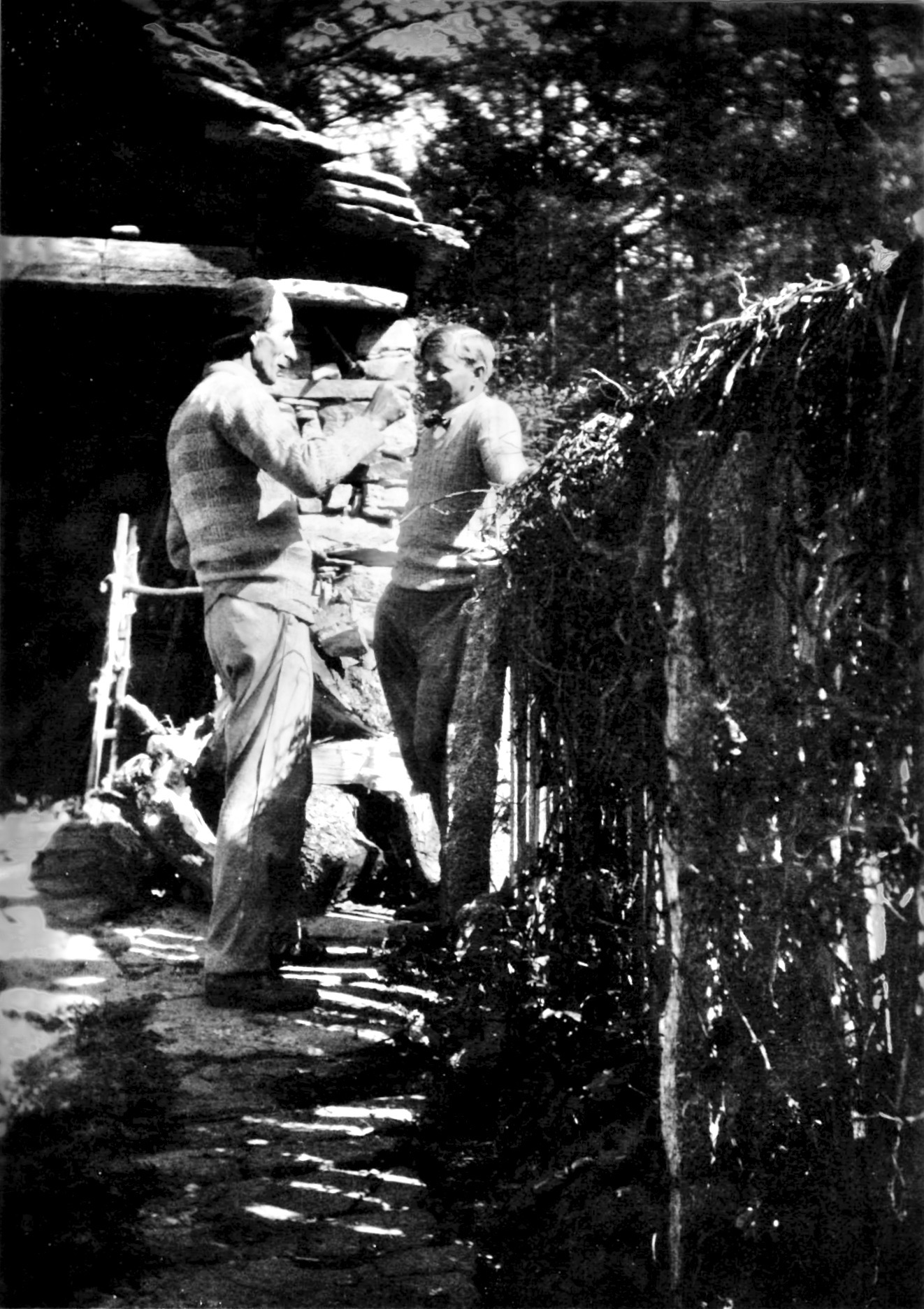
Der Kunstmaler und Anarchist Ernst Frick (links) und Paul Reiner im Gespräch, Schweiz 1929

Reiner schloss sich im Frühjahr 1924 zusammen mit den anderen dem Projekt Luserkes an, eine neue Reformschule zu gründen. Zu Pfingsten 1924 reisten Reiner, Luserke und Aeschlimann mit ihren Kameradschaften, den Bären, Pinguinen und Wölfen von der Freien Schulgemeinde, ans Meer. Eine freundschaftlich bis nahezu familiär anmutende Kameradschaft bestand aus einer Gruppe von etwa zehn Schülern und einem Lehrer, der als Kameradschaftsführer und primus inter pares agierte. Dort, am „Rand der bewohnbaren Welt“, wollten sie einen geeigneten Standort für eine neue Schule lokalisieren. Auf der Nordseeinsel Juist wurden sie fündig.
Zusammen mit Rudolf Aeschlimann, Fritz Hafner und Martin Luserke, ihren Ehefrauen sowie sonstigen Angestellten der FSG Wickersdorf und ihren insgesamt elf eigenen Kindern, kam es im Frühjahr 1925 zur Sezession. Sie verließen die Freie Schulgemeinde offiziell per 30. März 1925 und zogen gemeinsam mit ihren Familien nach Juist um. Dort eröffneten sie nach den bereits im Vorjahr eingeleiteten baulichen, konzeptionellen, organisatorischen und werblichen Aktivitäten am 1. Mai 1925 die Schule am Meer. Diese sollte die Sexta bis zur Oberprima umfassen und zum Reifezeugnis führen. Sechzehn bisherige Schüler der Freien Schulgemeinde folgten ihnen als erste Schüler der Schule am Meer, darunter Herbert von Borch, Hans Hess, Hans Werner Skafte Rasmussen und Ove Skafte Rasmussen.
Paul Reiner leitete dort künftig das so bezeichnete Seminar, das sich mit politischen und kulturellen Themenkomplexen befasste. Zu seinen Kollegen zählten u. a. Walter Jockisch, Friedrich Könekamp, Heinrich Meyer, Günther Rönnebeck, Kurt Sydow, Erna Vohsen und Eduard Zuckmayer.
Zusammen mit dem Schweizer Pädagogen Rudolf Aeschlimann, dem österreichischen Maler Fritz Hafner, dem deutschen Industriellen, Kunstsammler und -mäzen Alfred Hess aus Erfurt in Thüringen, dem Berliner Reformpädagogen Martin Luserke und der promovierten lothringischen Sozialwissenschaftlerin Elisabeth Jaffé, geb. Freiin von Richthofen, war Paul Reiner Kuratoriumsmitglied der 1924 gegründeten Stiftung Schule am Meer. Zudem war er (Chef-)Redakteur des Periodikums Blätter der Außengemeinde der Schule am Meer, das sich an die Eltern der Schüler, an Förderer, ehemalige Schüler, Vertrauensleute und sonstige Personengruppen richtete, die zur Schulgemeinde gerechnet wurden. Dabei kooperierte er mit Hans Freyer, der als Vorsitzender des Bundes Freunde der Schule am Meer und der daraus hervorgehenden Außengemeinde wirkte.
Paul Reiner löste Luserke auf Juist zeitweise in der Schulleitung ab, erkrankte dann jedoch im Winter 1928/29 schwer an einem Magenleiden (Krebs). In der Folge musste er deshalb letztlich die Schule am Meer verlassen, um auf dem medizinisch besser versorgten Festland, in der Eos-Klinik seines Schwagers Paul von Monakow in Zürich, eine angemessene ärztliche Behandlung zu bekommen. Diese war mittelfristig jedoch nicht erfolgreich, so dass Paul Reiner nach jahrelanger Krankheit im Alter von nur 46 Jahren in der Schweiz verstarb.

„[…] Dr. Reiner war eine Arbeitskraft von bewundernswertem Ausmaß. Seine geistige Beweglichkeit, seine fast unglaubliche Belesenheit und Fähigkeit zum Ueberblick und die Vielseitigkeit seiner Interessen entsprangen einer naturhaften philosophischen Begabung. Ihre Richtung wurde gekennzeichnet durch einen ständigen Drang zum Positiven, zum Aufbau als der Rechtfertigung aller Kritik. Menschlich war Dr. Reiner von einer fast jungenshaften (sic!) Schlichtheit und Gradheit. Er besaß eine große Einfühlungsbereitschaft allen Wesen gegenüber, Menschen, Tieren und Pflanzen. Sein Hilfsbedürfnis war oft ergreifend. Wer je in innerer oder äußerer Bedrängnis zu Dr. Reiner kam, der weiß, wie zart und brüderlich er bei aller Unbedingtheit seines Wesens und bei allem Temperament war. Einem galt stets nur sein Haß: aller Unlauterkeit. […]“

Paul Reiners Nachlass ist seit seinem Tod großteils erhalten. Einige sozialistische und kommunistische Buchtitel aus seiner Bibliothek wurden von den sichtenden Juister Nationalsozialisten 1933 konfisziert, als die Witwe Anna Sara Reiner aufgrund ihrer jüdischen Abstammung genötigt wurde, die Insel mit ihren vier Töchtern zu verlassen.

## Veröffentlichungen (Auszug)
- Die Bedeutung der Schülerabstinenzvereine. L. Nonne, Hildburghausen 1903 OCLC 729958015
- Mitgliederverzeichnis des Deutschen Bundes Abstinenter Studenten (DBaSt) nebst einigen Tabellen und einer kurzen Bundeschronik. Hrsg. vom Deutschen Bund Abstinenter Studenten, Hildburghausen 1907 OCLC 634943314
- Die Stellung der deutschen studentischen Korporationen zur Alkoholfrage. Hrsg. v. Deutschlands Großloge II des I.O.G.T., Hamburg 1909 OCLC 315294961
- Beiträge zur Kenntnis der Turmalingruppe. Inaugural-Dissertation zur Erlangung der Doktorwürde der hohen naturwissenschaftlich-mathematischen Fakultät der Ruprecht-Karls-Universität Heidelberg. Carl Winters Universitätsbuchhandlung, Heidelberg 1913 OCLC 37988002